# Нищёнкин, Артур Петрович
Артур Петрович Нищёнкин (15 июля 1931, Кулебаки — 18 июня 2001, Москва) — советский и российский артист театра и кино.

## Биография
Родился 15 июля 1931 года в городе Кулебаки в семье слесаря Кулебакского металлургического завода. Мать, Мария Петровна, работала в торговле, была заведующей производством заводской столовой.
В 1939 году Артур пошёл в Кулебакскую среднюю школу. В 1941 году, после начала Великой Отечественной войны, с мамой эвакуировался в Дзержинск, затем в Центральную Азию, в Чирчик. В 1941 году отец добровольцем ушёл на фронт и погиб в 1945 году.
Школу Артур окончил только в 1950 году в Дзержинске.
В 1950 году поступил на актёрский факультет ВГИКа в мастерскую Бориса Бибикова и Ольги Пыжовой. Учился вместе с Татьяной Конюховой, Юрием Беловым, Руфиной Нифонтовой, Валентиной Березуцкой, Леонидом Пархоменко, Майей Булгаковой, Маргаритой Криницыной, Валентиной Владимировой, Геннадием Юхтиным, Надеждой Румянцевой, Изольдой Извицкой, Марией Кремнёвой, Валентином Брылеевым.
Окончил институт в 1955 году.
Был принят в труппу Театра-студии киноактёра. С 1957 году — в актёрском штате Киностудии имени Горького, проработал на киностудии ровно сорок лет.
Начинал актёром дубляжа. Снимался с 1957 года. В более чем в девяноста фильмах сыграл роли сильных мужественных героев, рабочих, военных.
Скоропостижно скончался 18 июня 2001 года в Москве. Похоронен на Хованском кладбище.

## Личная жизнь
Жена — Мирра Сергеевна (1932—2016) — работала экономистом на «Мосфильме». Дочь Алла (1956—2013) — ведущий специалист на телевидении.

## Фильмография
- 1957 «Координаты неизвестны» — матрос
- 1957 «Матрос сошёл на берег» — Сёмин
- 1958 «Атаман Кодр» — Алекса
- 1959 «Баллада о солдате» — солдат, попутчик Алёши
- 1960 «Конец старой Берёзовки» — строитель (нет в титрах)
- 1960 «Тишина» — Борис, молодой обходчик
- 1960 «Яша Топорков» — эпизод,
- 1961 «Казаки» — Ергушов
- 1961 «Две жизни» — матрос в Выборгском Совете
- 1961 «Ночь без милосердия» — эпизод
- 1962 «Гусарская баллада» — эпизод
- 1962 «Коллеги» — хулиган
- 1962 «На семи ветрах» — раненый
- 1962 «Остров Ольховый» — товарищ Сергея Березина,
- 1963 «Оптимистическая трагедия» — матрос,
- 1963 «При исполнении служебных обязанностей» — повар,
- 1963 «Сказ о матери» — эпизод,
- 1964 «Валера» — милиционер,
- 1965 «Двадцать лет спустя» — комсомолец,
- 1965 «Пакет» — красноармеец,
- 1965 «Сердце матери» — полицейский чин,
- 1966 «Туннель» (СССР, Румыния) — солдат Толя,
- 1967 «Майор „Вихрь“» — подставной на базаре,
- 1967 «Пароль не нужен» — милиционер,
- 1967 «Софья Перовская» — мужик (нет в титрах),
- 1967 «Спасите утопающего» — сосед, участник хора
- 1967 «Три тополя на Плющихе»
- 1969 «Адъютант его превосходительства» — чекист Клёнкин,
- 1969 «Весёлое волшебство» — эпизод (нет в титрах)
- 1969 «Старый дом» — офицер (нет в титрах)
- 1971 «Держись за облака» (Венгрия, СССР)
- 1971 «Красная метель» — эпизод
- 1971 «Человек с другой стороны» (СССР, Швеция) — чекист (нет в титрах)
- 1972 «Огоньки» — Егор
- 1973 «Анискин и Фантомас» — капитан Катюшин
- 1973 «Ищу человека» — отец Бураковой во время войны (в титрах Р. Нищёнкин)
- 1973-1978 «Вечный зов» — член бюро райкома
- 1974 «Вольному-воля» — Митрич
- 1974 «Иван да Марья» — Сват-адъютант
- 1974 «Отроки во Вселенной» — инопланетянин,
- 1974 «Последняя встреча» — Максим Романович Олексич, воспитатель детского дома
- 1974 «Совесть» — браконьер,
- 1974 «Хождение по мукам» — дежурный в Совнаркоме,
- 1974 «Ералаш» — выпуск № 1, сюжет «Дым, дым, дым!» — курящий учитель (нет в титрах)
- 1975 «Честное волшебное» — Кварц
- 1976 «Далёкие близкие годы» — матрос
- 1976 «Обелиск» — Иван Смурный
- 1976 «Просто Саша» — пациент
- 1976 «Русалочка» — слепец
- 1977 «Тачанка с юга» — Кузьма
- 1978 «Мятежный „Орионъ“» — Бревёшкин
- 1978 «Подарок чёрного колдуна» — старец крутящий ворот
- 1979 «Возьми меня с собой» — боярин Грозные очи
- 1979 «Пограничный пёс Алый» — прапорщик в учебке
- 1979 «По данным уголовного розыска…» — сотрудник уголовного розыска (нет в титрах)
- 1979 «Сыщик» — капитан Варенчук, участковый
- 1980 «Жизнь моя — армия» — эпизод
- 1981 «Остаюсь с вами» — командир партизанского отряда (в титрах А. Нащенкин)
- 1981 «Приказ: огонь не открывать» — офицер
- 1982 «Если враг не сдаётся...» — эпизод (нет в титрах)
- 1982 «Безумный день инженера Баркасова» — милиционер
- 1983 «День командира дивизии» — эпизод
- 1983 «На вес золота» — Молибога,
- 1983 «Приступить к ликвидации» — Тутык,
- 1984 «Очень важная персона» — участник совещаний (нет в титрах)
- 1985 «Внимание! Всем постам…» — сосед-собутыльник,
- 1985 «В семнадцать мальчишеских лет» — Трофимыч
- 1985 «Танцы на крыше» — лесник
- 1986 «Голова Горгоны» — Герасименко
- 1986 «Земля моего детства» — Сан Саныч
- 1986 «На златом крыльце сидели…» — мастер
- 1987 «Дом с привидениями» — барыга на «Птичьем рынке»
- 1987 «Катенька» — отец Гриши Маркова
- 1987 «Христиане» — официант (нет в титрах)
- 1988 «Имя» — начальник эшелона
- 1988 «Пусть я умру, господи…» — рабочий (нет в титрах)
- 1989 «Из жизни Фёдора Кузькина» — эпизод
- 1989 «Не сошлись характерами» — ведущий собрания (нет в титрах),
- 1989 «Праздник ожидания праздника» — прохожий во френче, свидетель встречи Моти и Керопчика
- 1990 «Комитет Аркадия Фомича»
- 1990 «Нелюдь» — эпизод
- 1990 «Посредник»
- 1990 «Футболист» — работник стадиона
- 1991 «Семнадцать левых сапог»
- 1991 «Заряженные смертью» — «Малыш»
- 1991 «Откровение Иоанна Первопечатника» — Вассиан
- 1992 «Емеля-дурак» — Митрофан
- 1992 «Разыскивается опасный преступник» — человек в приёмной
- 1992 «Чёрный квадрат» — лейтенант милиции
- 1993 «Бездна, круг седьмой» — сторож в заброшенной церкви
- 1993 «Отряд Д» — Том
- 1993 «Урод» — Головако
- 1994 «Зона Любэ» — «Любитель»
- 1998 «На ножах» — мужик
- 1999 «Транзит для дьявола» — Джек

### Дубляж
- 1971 «Поклонись огню» — Колдош (Искен Рыскулов)
- 1978 «Оазис в огне» — Касум (Дадаш Кязымов)
- 1978 «Где ты был, Одиссей?» — Отто